# هاري سيمبسون
هاري سيمبسون (بالإنجليزية: Harry Simpson)‏ (1 يناير 1875 في المملكة المتحدة - ) هو لاعب كرة قدم بريطاني (وحمل سابقاً جنسية المملكة المتحدة لبريطانيا العظمى وأيرلندا) في مركز الوسط. لعب مع ستوك سيتي ونادي كرو ألكساندرا وNew Brighton Tower F.C. ‏.